# تقویم انتخابات‌های ملی ۲۰۱۸
تقویم انتخاباتی سال ۲۰۱۸ میلادی فهرستی است از انتخابات‌های مستقیم ملی و فدرال که در این سال در همهٔ کشورهای مستقل و قلمروهای وابسته‌ جهان برگزار می‌شود. انتخابات‌های میان‌دوره‌ای در این فهرست گنجانده نشده‌اند اما همه‌پرسی‌های ملی در آن وجود دارند. سعی شده تا جای ممکن تاریخ‌های دقیق یاد شوند.

## زمان‌بندی

### ژانویه
- ۷ ژانویه (۱۷ دی ۱۳۹۶): قبرس شمالی، پارلمان
- ۱۲–۱۳ ژانویه (۲۲–۲۳ دی ۱۳۹۶):  جمهوری چک، ریاست‌جمهوری (دور نخست)
- ۲۶–۲۷ ژانویه (۶–۷ بهمن ۱۳۹۶):  جمهوری چک، ریاست‌جمهوری (دور دوم)
- ۲۸ ژانویه (۸ بهمن ۱۳۹۶): 
  -  فنلاند، ریاست‌جمهوری
  -  قبرس، ریاست‌جمهوری (دور نخست)

### فوریه
- ۴ فوریه (۱۵ بهمن ۱۳۹۶): 
  -  اکوادور، همه‌پرسی و مشاوره عمومی
  -  قبرس، ریاست‌جمهوری (دور دوم)
  -  کاستاریکا، ریاست‌جمهوری (دور نخست) و مجلس
- ۱۱ فوریه (۲۲ بهمن ۱۳۹۶):  موناکو، پارلمانی
- ۲۳ فوریه (۴ اسفند ۱۳۹۶):  جیبوتی، پارلمانی

### مارس
- ۳ مارس (۱۲ اسفند ۱۳۹۶):  پاکستان، سنا
- ۴ مارس (۱۳ اسفند ۱۳۹۶): 
  -  السالوادور، مجلس قانونگذاری
  -  ایتالیا، پارلمانی
  -  سوئیس، همه‌پرسی
- ۷ مارس (۱۶ اسفند ۱۳۹۶):  سیرالئون، ریاست‌جمهوری (دور نخست) و پارلمان
- ۱۱ مارس (۲۰ اسفند ۱۳۹۶): 
  -  کلمبیا، کنگره
  -  کوبا، پارلمانی
- ۱۳ مارس (۲۲ اسفند ۱۳۹۶):  گرنادا، پارلمانی
- ۱۸ مارس (۲۷ اسفند ۱۳۹۶):  روسیه، ریاست‌جمهوری
- ۲۱ مارس (۱ فروردین ۱۳۹۷): 
  -  آنتیگوآ و باربودا، پارلمانی
  -  هلند، همه‌پرسی
- ۲۵ مارس (۵ فروردین ۱۳۹۷):  ترکمنستان، پارلمانی
- ۲۸-۲۶ مارس (۶-۸ فروردین ۱۳۹۷):  مصر، ریاست‌جمهوری
- ۳۱ مارس (۱۱ فروردین ۱۳۹۷):  سیرالئون، ریاست‌جمهوری (دور دوم)

### آوریل
- ۱ آوریل (۱۲ فروردین ۱۳۹۷):  کاستاریکا، ریاست‌جمهوری (دور دوم)
- ۸ آوریل (۱۹ فروردین ۱۳۹۷):  مجارستان، پارلمانی
- ۱۱ آوریل (۲۲ فروردین ۱۳۹۷):  آذربایجان، ریاست‌جمهوری
- ۱۵ آوریل (۲۶ فروردین ۱۳۹۷):
  -  گواتمالا، همه‌پرسی
  -  مونته‌نگرو، ریاست‌جمهوری
- ۲۰ آوریل (۳۱ فروردین ۱۳۹۷):  بوتان، شورای ملی
- ۲۲ آوریل (۲ اردیبهشت ۱۳۹۷): 
  -  پاراگوئه، ریاست‌جمهوری و کنگره
  -  پلی‌نزی فرانسه، مجلس (دور نخست)
- ۲۴ آوریل (۴ اردیبهشت ۱۳۹۷):  گرینلند، پارلمانی
- گابن، پارلمان
- گینه بیسائو، مجلس ملی مردم

### مه
- ۶ مه (۱۶ اردیبهشت ۱۳۹۷):  لبنان، پارلمانی[۱]
- ۱۲ مه (۲۲ اردیبهشت ۱۳۹۷):  عراق، پارلمانی
- ۱۷ مه (۲۷ اردیبهشت ۱۳۹۷):  بوروندی، همه‌پرسی قانون اساسی
- ۲۰ مه (۳۰ اردیبهشت ۱۳۹۷):  ونزوئلا، ریاست‌جمهوری
- ۲۵ مه (۴ خرداد ۱۳۹۷):  جمهوری ایرلند، همه‌پرسی قانون اساسی
- ۲۷ مه (۶ خرداد ۱۳۹۷):  کلمبیا، ریاست‌جمهوری
- اسلوونی، پارلمانی
- باربادوس، پارلمانی
- تیمور شرقی، پارلمانی
- رومانی، همه‌پرسی

### ژوئیه
- ۱ ژوئیه (۱۰ تیر ۱۳۹۷):  مکزیک، ریاست‌جمهوری و کنگره
- ۱۵ ژوئیه (۲۴ تیر ۱۳۹۷):  پاکستان، مجلس ملی
- ۲۹ ژوئیه (۷ مرداد ۱۳۹۷): 
  -  کامبوج، پارلمانی
  -  مالی، ریاست‌جمهوری
- زیمبابوه، ریاست‌جمهوری و پارلمان (در مه یا ژوئن)[۲]

### سپتامبر
- ۹ سپتامبر (۱۸ شهریور ۱۳۹۷):  سوئد، پارلمان
- مالدیو، ریاست‌جمهوری

### اکتبر
- ۷ اکتبر (۱۵ مهر ۱۳۹۷): 
  -  برزیل، ریاست‌جمهوری (دور نخست) و کنگرهٔ ملی
  -  بوسنی و هرزگوین، شورای ریاست‌جمهوری و پارلمان
- ۲۰ اکتبر (۲۸ مهر ۱۳۹۷):  افغانستان، پارلمانی
- کامرون، ریاست‌جمهوری
- گرجستان، ریاست‌جمهوری

### نوامبر
- ۴ نوامبر (۱۳ آبان ۱۳۹۷):   کالِدونیای جدید، همه‌پرسی استقلال
- ۶ نوامبر (۱۵ آبان ۱۳۹۷): 
  -  ایالات متحده آمریکا، مجلس نمایندگان و سنا
  -  گوام، فرمانداری
- ۲۴ نوامبر (۳ دی ۱۳۹۷):  ماداگاسکار، ریاست‌جمهوری (دور نخست)

### دسامبر
- ۲۳ دسامبر (۲ دی ۱۳۹۷): ، ریاست‌جمهوری و پارلمان
- ۲۴ دسامبر (۳ دی ۱۳۹۷):  ماداگاسکار، ریاست‌جمهوری (دور دوم)

## تاریخ نامشخص
- جمهوری ایرلند، ریاست‌جمهوری
- بنگلادش، پارلمانی (میان ۳۱ اکتبر تا ۳۱ دسامبر)
- بوتان، پارلمانی (تا پایان نوامبر)
- توگو، پارلمان[۳]
- جزایر سلیمان، پارلمانی
- سودان جنوبی، ریاست‌جمهوری و مجلس
- فیجی، پارلمانی
- کامرون، پارلمانی
- لاتویا، پارلمانی (پیش از ۶ اکتبر)
- لیبی، پارلمان[۴]
- لوکزامبورگ، پارلمان[۵]
- مالزی، پارلمان (تا ۲۴ اوت)